# Уиллет, Уильям
Уильям Уиллет (англ. William Willett; 10 августа 1856 — 4 марта 1915) — автор и пропагандист летнего времени.

## Биография
Уиллет родился в городе Фарнэм (графство Суррей), в Великобритании, и получил образование в школе филологии. После некоторого опыта в коммерции, он вступил в строительный бизнес отца, Willett Building Services. Вместе они создали репутацию для «построенных Уиллетами» качественных домов в избранных частях Лондона и юга, включая Челси и Хов, в том числе Derwent House. Он прожил значительную часть своей жизни в Числхерсте, графство Кент, где, как говорят, после конной прогулки в пригороде Петс Вуд недалеко от своего дома ранним летним утром он заметил, как много ставень были закрыты, что впервые привело его к идее перехода на летнее время.
Однако это был не первый случай обсуждения адаптации времени к дневным часам.
По мнению Бертольла Уллмана, это была общепринятая практика в древнем Риме.

Бенджамин Франклин возродил идею в ироничной сатире 1784 года.

Хотя шутливое предложение Франклина состояло только в том, что люди должны вставать раньше летом, ему часто ошибочно приписывают изобретение летнего времени, тогда как Уиллет зачастую игнорируется.
Современная система «летнего времени» была впервые предложена энтомологом из Новой Зеландии Джорджем Верноном Хадсоном (George Vernon Hudson), хотя многие публикации неправильно приписывают это Уиллету.
Используя собственные финансовые ресурсы, в 1907 году Уиллет публикует памфлет «О растранжиривании дневного света» (англ. «The Waste of Daylight»).

Уиллет в этом памфлете предложил переводить часы вперёд на 80 минут летом, чтобы сделать вечера более светлыми и сэкономить 2,5 миллионов фунтов в расходах на освещение. Согласно его предложению, часы следовало переводить каждое воскресенье апреля на 20 минут в 2 часа ночи, а по воскресеньям сентября — переводить по этой же схеме в обратную сторону.

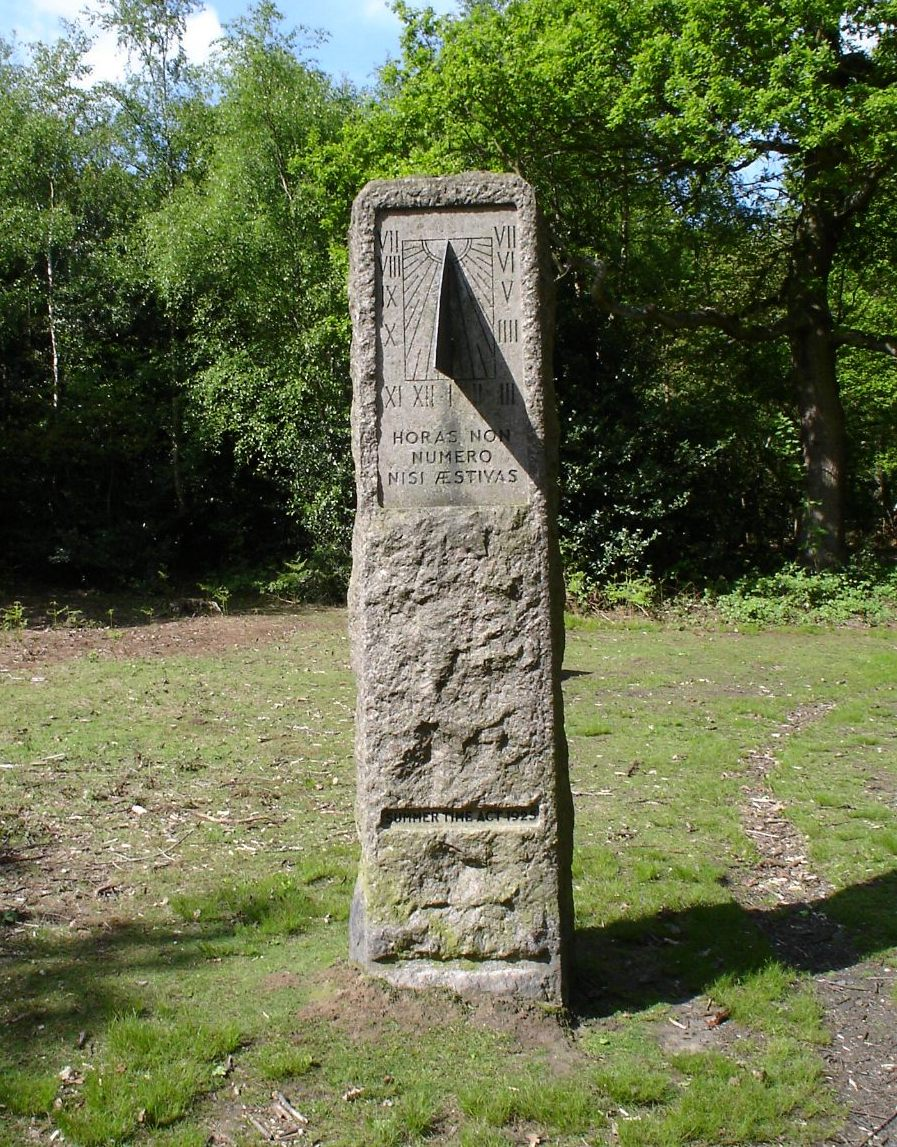
Уильям Уиллет запечатлен в мемориале Солнечные часы в Петс Вуде.

Благодаря энергичной кампании, к 1908 году Уиллету удалось заручиться поддержкой члена парламента Роберта Пирса, который сделал несколько безуспешных попыток принять это предложение в качестве закона. Молодой Уинстон Черчилль поддержал её,

и эта идея была вновь рассмотрена парламентским комитетом в 1909 году, но опять безрезультатно. Внезапное начало Первой мировой войны сделало вопрос более важным, прежде всего из-за необходимости экономии угля. Германия уже внедрила эту схему, когда законопроект был окончательно принят в Великобритании 17 мая 1916 года, и часы были переведены на час вперёд в следующее воскресенье, 21 мая. Перевод часов был использован с целью активизации производства в военное время в соответствии с Законом об обороне королевства. Впоследствии эта схема была принята во многих других странах.
Уильям Уиллет не дожил до принятия закона о летнем времени, поскольку он умер от гриппа в 1915 году в возрасте 58 лет. В честь него в Петс Вуде были установлены мемориальные солнечные часы, постоянно настроенные на летнее время. В его честь названо заведение Daylight Inn в Петс Вуде, а также дорога Willett Way. Его дом в пригороде Лондона Бромли помечен синей мемориальной доской. Он похоронен на церковном дворе в церкви св. Вульфрана в деревне Овингдин (Брайтон-энд-Хов).